# Кумулены
Кумулены (от названия кумулена — бутатриена H2C=C=C=CH2) — ненасыщенные органические соединения общей формулы RR1C(=C)nR2R3, содержащие систему кумулированных двойных связей углерод-углерод. В номенклатуре IUPAC к кумуленам относят соединения, содержащие три или более кумулированных двойных связей (n 3), для соединений с двумя кумулированными двойными связями рекомендовано название аллены. Получены также циклические кумулены. В природе кумулены (бутатриены) обнаружены в растениях семейства Астровых.

## Физические свойства
Незамещённые кумулены и кумулены с алкильными заместителями с числом двойных связей равным пяти представляют собой бесцветные или светло-жёлтые вещества. Арилзамещённые кумулены с числом двойных связей менее пяти имеют интенсивную окраску от жёлтого и оранжевого до красного и фиолетового. Кумулены растворяются в ряде растворителей (бензол, хлороформ, сероуглерод, диметилформамид, тетрагидрофуран), причём растворимость возрастает с увеличением числа алкильных заместителей.

## Структура и изомерия

Изомерия кумуленов: цис-транс-изомеры при нечётном числе связей (вверху) и энантиомеры при чётном числе связей (внизу).
Система кумулированных связей выделена синим.

Особенностью кумуленов является наличие системы кумулированных двойных связей, в которой крайние атомы углерода находятся в состоянии sp²-гибридизации, а центральные — sp-гибридизации. Следствием является линейность системы кумулированных связей и зависимость ориентации π-связей и концевых заместителей от длины цепи кумулированных связей: при чётном количестве связей (и нечётном n) концевые π-связи и заместители ориентированы взаимно перпендикулярно, при нечётном числе кумулированных связей концевые π-связи и заместители лежат в одной плоскости.
Результатом этого является цис-транс-изомерия кумуленов с нечётным числом кумулированных связей и аксиальная хиральность (точечная группа D2d) асимметрично замещённых алленов и кумуленов с чётным числом, образующих энантиомеры.